# Sapromyza dorsalis
Sapromyza dorsalis är en tvåvingeart som beskrevs av Macquart 1835. Sapromyza dorsalis ingår i släktet Sapromyza och familjen lövflugor.
Artens utbredningsområde är Frankrike. Inga underarter finns listade i Catalogue of Life.